# Philipp Herder-Dorneich
Philipp Herder-Dorneich (* 17. Juli 1928 in Freiburg im Breisgau) ist ein deutscher Ökonom und Sozialwissenschaftler. Er gilt als ein Wegbereiter der neuen politischen Ökonomie und war einer der ersten Vertreter der Gesundheitsökonomie in Deutschland.

## Leben
Philipp Herder-Dorneich, der Sohn von Theophil Herder-Dorneich, absolvierte zunächst eine Ausbildung zum Maschinenmechaniker und studierte anschließend Nationalökonomie an der Rheinischen Friedrich-Wilhelms-Universität Bonn und der Albert-Ludwigs-Universität Freiburg. 1957 wurde er in Freiburg zum Dr. rer. pol. promoviert. Er war anschließend im Verlagswesen tätig. 1962 gründete er die Arbeitsstelle für Sozialpolitische Forschung e.V., die ab 1964 unter „Forschungsinstitut für Einkommenspolitik und Soziale Sicherung“ firmierte. Von 1963 bis 1973 war er mit seinem Bruder Hermann Herder in der Geschäftsführung des Verlags Herder in Freiburg. 1966 habilitierte er sich an der Universität zu Köln mit der Schrift Sozialökonomischer Grundriss der gesetzlichen Krankenversicherung, die 1967 mit dem Hanns-Constantin-Paulsen-Preis ausgezeichnet wurde.
1967 wurde er Direktor des Forschungsinstituts für Einkommenspolitik und Soziale Sicherung an der Universität Köln. 1968 bis 1969 war er ordentlicher Professor für Sozialpolitik der Universität Innsbruck, 1970 ordentlicher Professor für Sozialpolitik und Sozialökonomik der Ruhr-Universität Bochum. 1973 erhielt er einen Ruf an die Universität Köln auf den Lehrstuhl für Sozialpolitik, zudem Direktor des Seminars für Sozialpolitik sowie des Seminars für Genossenschaftswesen der Kölner Universität. 1993 wurde Herder-Dorneich emeritiert.

## Wirken
Von besonderer Bedeutung ist auch seine wissenschaftliche Koordination der Arbeitsgemeinschaft Soziale Ordnungspolitik, welche er seit 1981 übernommen hat und die 7 Veröffentlichungen hervorbringen konnte.
Philipp Herder Dorneich war seit 1968 Mitglied des Ausschusses für Sozialpolitik im Verein für Socialpolitik, Ausschussvorsitzender von 1977 bis 1981. Seit 1973 war er Mitglied der Arbeitsgemeinschaft sozialwissenschaftlicher Institute e.V. (ASI) sowie Mitglied im Wissenschaftlichen Beirat der Walter Raymond-Stiftung. Von 1978 bis 1987 war er wissenschaftlicher Koordinator der Bosch Kolloquien Gesundheitsökonomie. Er war 1983 bis 1985 Mitglied der Sachverständigenkommission für den Vierten Bericht der Bundesregierung über die Lage der Familie in der Bundesrepublik Deutschland. Seit 1988 war er Mitglied des Wissenschaftlichen Beirats der Zeitschrift „Arbeit und Sozialpolitik“ und wurde 1992 zum stv. Fachgutachter für Wirtschaft und Sozialpolitik der Deutschen Forschungsgemeinschaft (DFG) gewählt.
Er hat zahlreiche Arbeiten publiziert. Seit 1976 war er Mitherausgeber der Zeitschrift Medizin Mensch Gesellschaft, zwischen 1976 und 1982 auch deren wissenschaftlicher Redakteur. Von 1981 an war er Mitherausgeber der „Jahrbücher für neue Politische Ökonomie“. Wichtige Publikationen sind die 12-bändige Reihe Gesundheitsökonomie (1978–1987), sieben Veröffentlichungen aus der „Arbeitsgemeinschaft Soziale Ordnungspolitik“ (1981–1993), 12 Bände Jahrbücher für neue Politische Ökonomie.
Philipp Herder Dorneich war langjähriger Wissenschaftlicher
Berater des Bund Katholischer Unternehmer (BKU). Er ist Mitglied der katholischen Studentenverbindung KDStV Bavaria Bonn im CV.
Da Herder-Dorneich einer der wichtigsten Vertreter der frühen Gesundheitsökonomie in Deutschland war, sind zahlreiche seiner wissenschaftlichen Mitarbeiter später in Führungspositionen im deutschen Gesundheitswesen vorgerückt – so etwa
- Volker Leienbach (1987 bis 2002 Geschäftsführer der Gesellschaft für Versicherungswissenschaft und -gestaltung e.V.; 2002 bis 2019 geschäftsführendes Vorstandsmitglied des Verbandes der privaten Krankenversicherung),
- Werner Gerdelmann (2003 bis 2008 Vorstandsmitglied des Verbandes der Angestellten-Krankenkassen; gest. 2011),
- Lothar Feige (bis 1993 Hauptgeschäftsführer der Kassenärztlichen Vereinigung Niedersachsen, gegenwärtig Professor an der Ostfalia Hochschule für angewandte Wissenschaften),
- Karlheinz Schönbach (1988 bis 2007 Leiter des Geschäftsbereichs Verträge im Bundesverband der Betriebskrankenkassen, 2008 bis 2015 Leiter des Geschäftsbereichs Gesundheit beim AOK-Bundesverband; gest. 2022),
- Jürgen Wasem (Professor an der Universität Duisburg-Essen, seit 2007: Vorsitzender des Erweiterten Bewertungsausschusses in der vertragsärztlichen Versorgung),
- Rüdiger Balthasar (gest. 2002, seit 1987 Hauptgeschäftsführer der Kassenärztlichen Vereinigung Westfalen-Lippe) und
- Christina Tophoven (2004 bis 2022: Geschäftsführerin der Bundespsychotherapeutenkammer).

## Schriften (Auswahl)
- Politisches Modell zur Wirtschaftstheorie. Theorie der Bestimmungsfaktoren finanzwirtschaftlicher Staatstätigkeit. Goerlich, Freiburg/Br. 1959.

- Analyse der gesetzlichen Krankenversicherung. Schmidt, 1965.
- Soziale Kybernetik. Kohlhammer, 1965.
- Zur Theorie der sozialen Steuerung. Kohlhammer, Köln 1965.
- Sozialökonomischer Grundriß der gesetzlichen Krankenversicherung. Kohlhammer, Köln 1966.
- Der Markt und seine Alternativen in der freien Gesellschaft. Ökonomische Theorie des Pluralismus. Dietz, Hannover 1968.
- Politik als Stimmenmaximierung. Wison-Verlag, Köln 1968.
- Wirtschaftssysteme. Systemtheorie einer allgemeinen Mikroökonomik. W.estdt. Verlag, Opladen 1972, ISBN 3-531-02230-X.
- (zusammen mit Werner Kötz): Zur Dienstleistungsökonomik. Systemanalyse und Systempolitik der Krankenhauspflegedienste. Duncker & Humblot, Berlin 1972, ISBN 3-428-02775-2.
- Zur Verbandsökonomik. Ansätze zu einer ökonomischen Theorie der Verbände. Duncker & Humblot, Berlin 1973, ISBN 3-428-02925-9.
- Wirtschaftsordnungen. Pluralistische und dynamische Ordnungspolitik. Duncker & Humblot, Berlin 1974, ISBN 3-428-03274-8.
- (zusammen mit Manfred Groser): Ökonomische Theorie des politischen Wettbewerbs. Vandenhoeck & Ruprecht, Göttingen 1977, ISBN 3-525-03129-7.
- Wachstum und Gleichgewicht im Gesundheitswesen. Die Kostenexplosion in der gesetzlichen Krankenversicherung und ihre Steuerung. Westdt. Verlag, Opladen 1977, ISBN 3-531-11399-2.
- Konkurrenzdemokratie, Verhandlungsdemokratie. Politische Strategien der Gegenwart. Kohlhammer, Stuttgart 1979, ISBN 3-17-005650-6.
- Soziale Ordnungspolitik. Mit neuen Strategien gegen Steuerungsdefizite. Bonn aktuell, 1979, ISBN 3-87959-117-2.
- Gesundheitsökonomik. Enke, 1980, ISBN 3-432-90621-8.
- Der Sozialstaat in der Rationalitätenfalle. Grundfragen d. sozialen Steuerung. Kohlhammer, Stuttgart 1982, ISBN 3-17-007905-0.
- Gesetzliche Krankenversicherung heute. Erfahrungen aus der Kostenexplosion und Steuerungsaufgaben in den 80er Jahren. Deutscher Instituts-Verlag, Köln 1983, ISBN 3-602-34831-8.
- (zusammen mit Jürgen Wasem): Krankenhausökonomik zwischen Humanität und Wirtschaftlichkeit. Nomos, Baden-Baden 1986, ISBN 3-7890-1229-7.
- Theorie der sozialen Steuerung, die Theorie der Scheine. Nomos, Baden-Baden 1986, ISBN 3-7890-1236-X.
- Systemdynamik. Nomos, Baden-Baden 1988, ISBN 3-7890-1565-2.
- Die Entscheidung für Kinder als ordnungspolitisches Problem im Rahmen einer Mehrgenerationensolidarität. Kohlhammer, Stuttgart 1990, ISBN 3-17-011328-3.
- Perestroika und Ordnungspolitik. Modelle der Systemreform in Teilschritten. Nomos, Baden-Baden 1990, ISBN 3-7890-1983-6.
- Unternehmensphilosophie. 2. Auflage. Nomos, 1991, ISBN 3-7890-2339-6.
- Neue politische Ökonomie. Eine kurzgefasste Hinführung ; Rückblick - Anwendung - Ausblick. Nomos, Baden-Baden 1992, ISBN 3-7890-2691-3.
- mit Jürgen Zerche, Werner W. Engelhardt: Sozialpolitiklehre als Prozess. Nomos, 1992, ISBN 3-7890-2625-5.
- Vernetzte Strukturen. Das Denken in Ordnungen. Nomos, Baden-Baden 1992, ISBN 3-7890-2627-1.
- Ökonomische Systemtheorie: Eine kurzgefasste Hinführung. Nomos, 1993, ISBN 3-7890-2949-1.
- Ökonomische Theorie des Gesundheitswesens. Problemgeschichte, Problembereiche, theoretische Grundlagen. Nomos, Baden-Baden 1994, ISBN 3-7890-3340-5.
- Sozialökonomik. Angewandte Ökonomik sozialer Systeme. Nomos, 1994, ISBN 3-7890-3241-7.
- Gesundheitsökonomik. Systemsteuerung und Ordnungspolitik im Gesundheitswesen. Lucius + Lucius, 1999, ISBN 3-8282-4535-8.